# Cucumericrus
O Cucumericrus é um gênero extinto problemático, cujo registro deriva de partes da espécie Cucumericrus decoratus mal preservadas. Viveu durante o período Cambriano, sendo encontrado nos folhelhos de Maotianshan.
Possuía estrias triangulares e pernas ramificadas. Aparentemente só tinham segmentação inicial das pernas, sendo estas interpretadas como estágio intermediário entre as dos lobopódios anulares e dos artrópodes verdadeiros. Sua superfície dorsal era cheia de sulcos rasos e parece ter sido uma cutícula macia e flexível. Assim como os outros anomalocarídeos, possuía boca e apêndices de captura especializados. Seus apêndices nunca são preservados.
Os conhecimentos morfológicos do gênero são poucos, contudo postula-se que o Cucumericrus era um nadador e um predador.